# Cladocarpus sinuosus
Cladocarpus sinuosus is een hydroïdpoliep uit de familie Aglaopheniidae. De poliep komt uit het geslacht Cladocarpus. Cladocarpus sinuosus werd in 1966 voor het eerst wetenschappelijk beschreven door Willem Vervoort. 